# ژو یاچین
ژو یاچین (انگلیسی: Zhou Yaqin؛ زادهٔ ۱۲ نوامبر ۲۰۰۵) ژیمناست زن اهل چین است.